# Naučná stezka Ruperta Fuchse
Naučná stezka Ruperta Fuchse je pojmenování naučné stezky v Krušných horách, v blízkém okolí Nových Hamrů v okrese Karlovy Vary. Naučná stezka je zaměřená na hornictví, historii a život krušnohorských obcí, historii a zajímavostmi železniční tratě Karlovy Vary – Johanngeorgenstadt. Byla pojmenována po novohamerském rodákovi – fotografovi Rupertu Fuchsovi, který v období před druhou světovou válkou fotografoval krušnohorskou krajinu a krušnohorské obce. Jeho fotografické pohlednice s více než 2000 krajinářskými motivy byly tehdy v západním Krušnohoří velice známé. Historické pohlednice dokumentují stav krajiny před odsunem německého obyvatelstva z krušnohorského pohraničí. Naučnou stezku vybudovala obec Nové Hamry za finanční podpory Dispozičního fondu v rámci iniciativy Společenství INTERREG III A (Česko-Bavorsko) prostřednictvím Euregia Egrensis. Tento projekt je koncipován jako česko-německý a navazuje na další turistické projekty – např. cyklostezky a lyžařskou magistrálu. 

## Popis
Stezka je určena pro pěší turistiku a cykloturistiku na horských kolech. Trasa naučné stezky začíná a končí v nadmořské výšce 690 m, nejvyšší místo na trase je v nadmořské výšce 820 m. Stezka s poměrně velkým převýšením má délku 3,5 km a vede převážně po zpevněných lesních cestách a silnicích. Je vyznačena v mapě KČT č. 4 Krušné hory – Karlovarsko (Porolaví, Jáchymovsko, Klínovec). V terénu je značena modrou turistickou značkou, v seznamu tras KČT má číslo 9224. Na její trase je 8 zastavení (u každého zastavení je informativní tabule s texty v češtině a němčině).
Okružní trasa stezky začíná v Nových Hamrech na parkovišti před hotelem Seifert. K výchozímu bodu se lze dostat i od vlakové zastávky Nové Hamry (300 m po cestě z kopce). Trasa stezky je vedena nejprve po silnici, pod železničním mostem směrem na Horní Blatnou a pokračuje dál po silnici do kopce kolem kostela sv. Jana Nepomuckého až k modřínu u křížku. Zde trasa odbočuje doleva a po zpevněné cestě pokračuje vzhůru kolem horských chat a chalup až k okraji lesní paseky, přes kterou vede od Dvorského vrchu (Hofbergu, 839 m) na vrch Čihadlo (897 m). Při okraji této paseky vede trasa kolem starého javoru, který je označován jako „Javor klen pod skalkou“ až k nejjižnějšímu okraji paseky, kde roste chráněný památný strom Javor na Hofberku. Nyní již jde trasa téměř po rovině až k Lesní galerii Ruperta Fuchse (zastavení č. 7 - na mapy.cz je však vyznačena pozice Lesní galerie Ruperta Fuchse nesprávně). Trasa pokračuje nyní už jen z kopce, a to až k silnici zpět do Nových Hamrů. Po silnici prochází okolo hotelu Malamut (bývalý hotel Schwarz) až k výchozímu (cílovému) místu trasy u hotelu Seifert.

## Zastavení
- Informační tabule č. 1 - Hamerským okolím – seznamuje se sídly v okolí Nových Hamrů spjatých s hornictvím; (Jelení, Chaloupky, Vysoká Pec, Nejdek).
- Informační tabule č. 2 - Kostel sv. Jana Nepomuckého – seznamuje s historií a osudy nejvýznamnější památky obce.
- Informační tabule č. 3 - Modřín u křížku - seznamuje se způsoby obživy obyvatel Krušnohoří po zániku hornictví; (krajkářství, domácí výroba lžic a perleťových knoflíků)
- Informační tabule č. 4 - Hofberg u mezníku - seznamuje s doly na cínové rudy v okolí Nových Hamrů. Zde lze odbočit doprava mimo značenou trasu do kopce směrem asi 200 m k vrchu Čihadlo (897 m) a prohlédnout si dnes již sotva znatelné pozůstatky po mělkém povrchovém dolování cínových rud v dolovém poli Moritz. Znatelnější pozůstatky po dobývání cínu jsou však vidění až po dalších 800 metrech chůze na severozápadním a severním svahu Čihadla.
- Informační tabule č. 5 - Soví huť – zde na odlesněné plošině Dvorského vrchu (Hofberg 839 m) vznikla jedna z nejvýznamnějších skláren v Krušných horách. Tady saský sklář a přírodovědec, který ji koupil v roce 1536, přišel na zdokonalený způsob barvení skla kobaltem, když pravděpodobně házel různé kousky rud do roztavené skloviny. Svůj objev prodal Angličanům, kteří modré kobaltové sklo začali vyrábět ve velkém. Cestou k informační tabuli č. 6 roste po pravé straně starý javor, označovaný jako „Javor klen pod skalkou“ a po zhruba dalších 50 metrech památný chráněný strom označovaný jako Javor na Hofberku.
- Informační tabule č. 6 – Památník ztracených domovů – je věnován všem bývalým obyvatelům Krušných hor, kteří museli odejít ze svých domovů („I toto dnes tak tiché místo bylo kdysi živým domovem…“, ztracené domovy obyvatel Krušných hor napříč staletími).
- Informační tabule č. 7 – Lesní galerie Ruperta Fuchse – „Fotograf Rupert Fuchs (27.3.1892 – 24.8.1962) je nejslavnějším novohamerským rodákem. V Nových Hamrech působil v letech 1920 až 1945 jako portrétní a krajinářský fotograf.“ Nejvíce času věnoval fotografování krušnohorské krajiny. „Představme si jen, jak namáhavé bylo chodit po horách pěšky s tehdejší těžkou a neskladnou fotografickou výbavou.“ Krajina, kterou Rupert Fuchs fotografoval, je již navždy ztracena. V roce 1946 byl Rupert Fuchs i s rodinou vysídlen. Je pochován na hřbitově v Überlingenu u Bodamského jezera [1]. Od informační tabule je možno ve vyznačeném směru vystoupat po přibližně 150 metrech k žulovému skalnímu útvaru na Dvorském vrchu.
- Informační tabule č. 8 - Nejdecký Semmering - je věnována vzpomínce na budování zdejší železnice. Pro úsek nad Nejdkem, který překonává hřeben Krušných hor, se ujal název Nejdecký Semmering – podle alpského průsmyku, jímž vedla první horská dráha v Evropě. Horský úsek překonává na vzdálenosti 15 km výškový rozdíl 360 m a u Perninku dosahuje nadmořské výšky 914 m. Je tak druhou nejvyšší českou tratí (první je šumavská trať – Vimperk – Volary s  nadmořskou výškou 995 m). Nejdecký Semmering má přesto jedno prvenství. Kamenný viadukt u Perninku je nejvýše položeným technickým dílem v Čechách.

## Fotogalerie

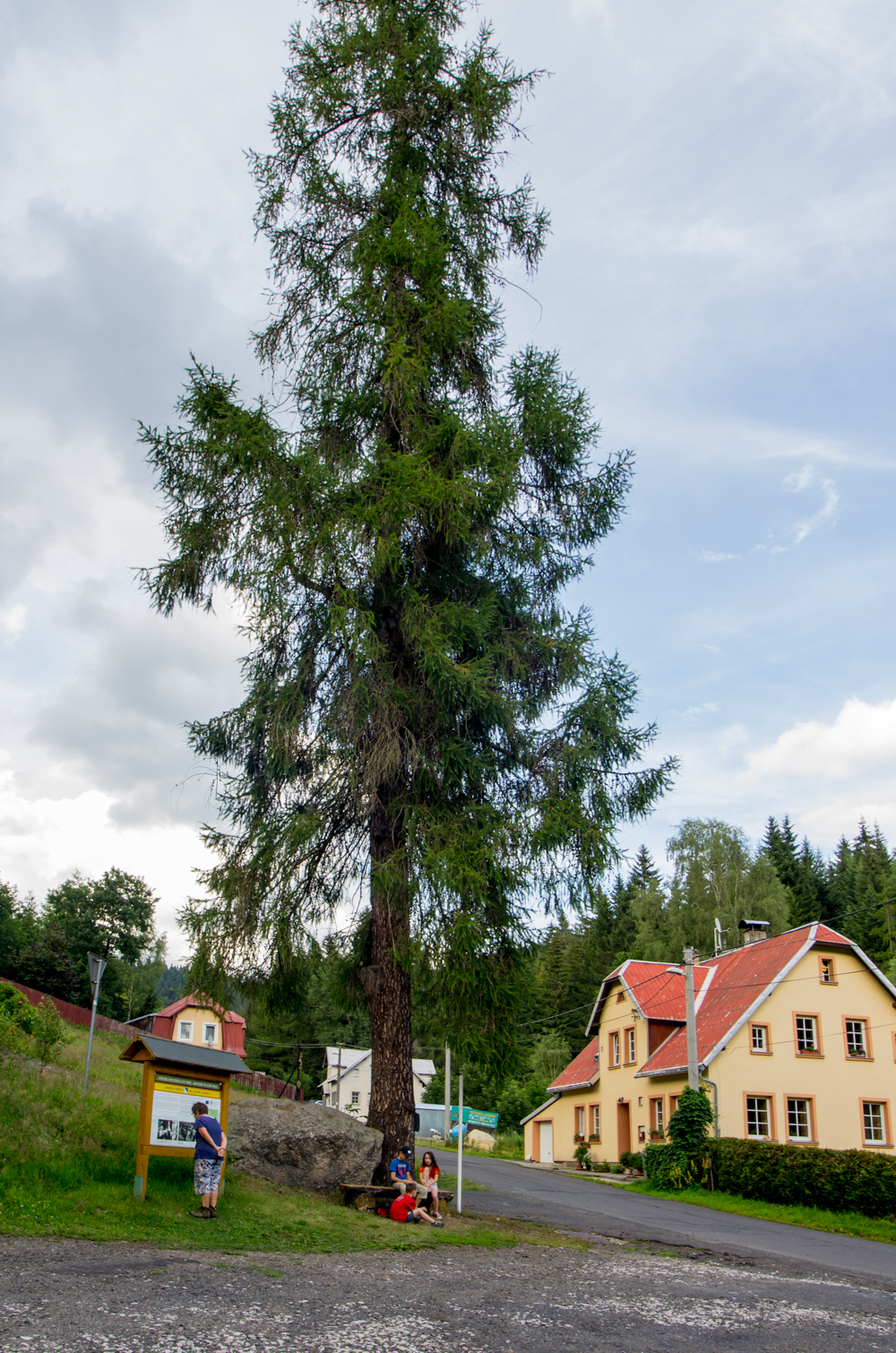
Zastavení č. 3 Modřín u křížku
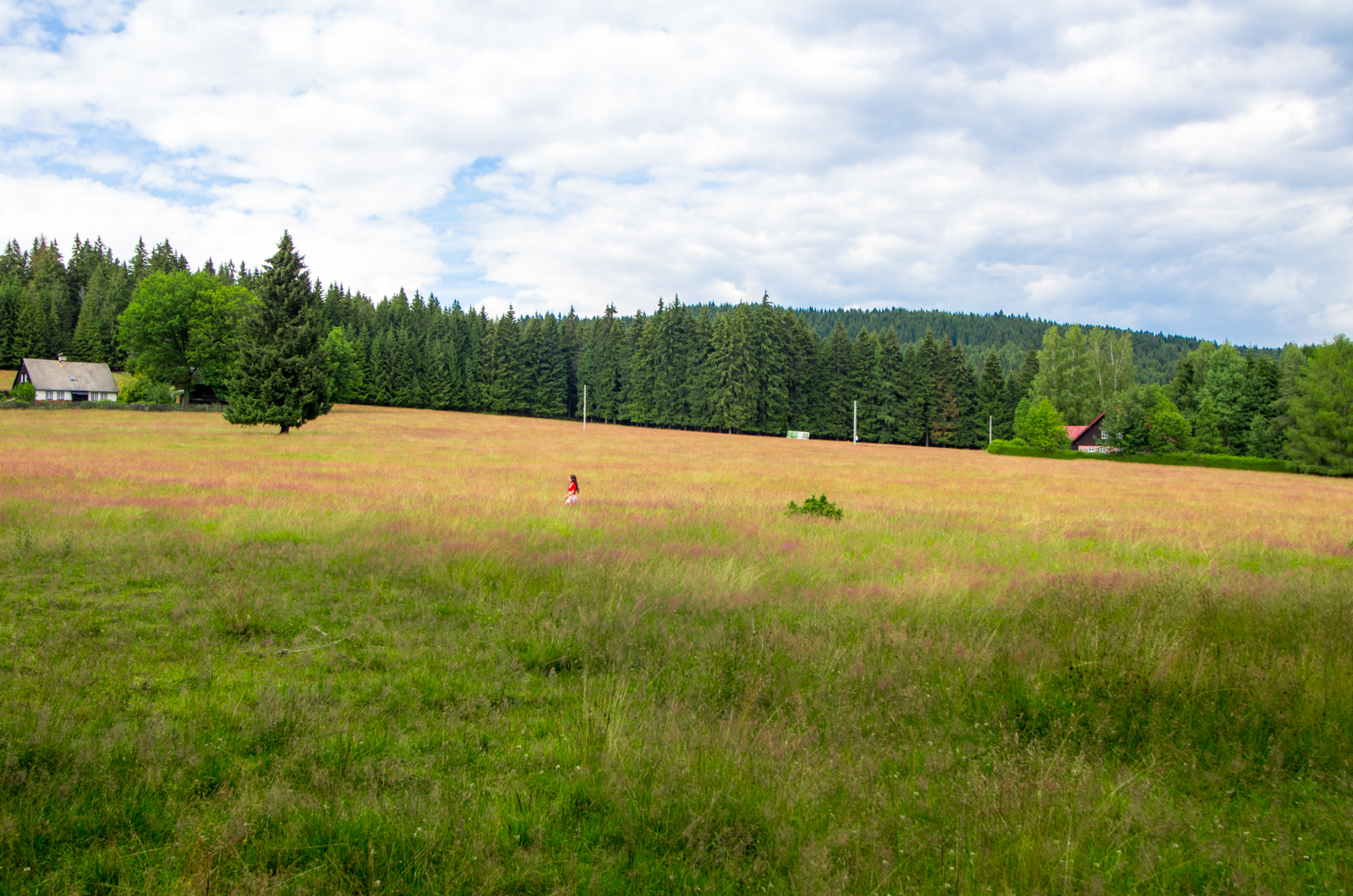
Horská paseka na trase naučné stezky
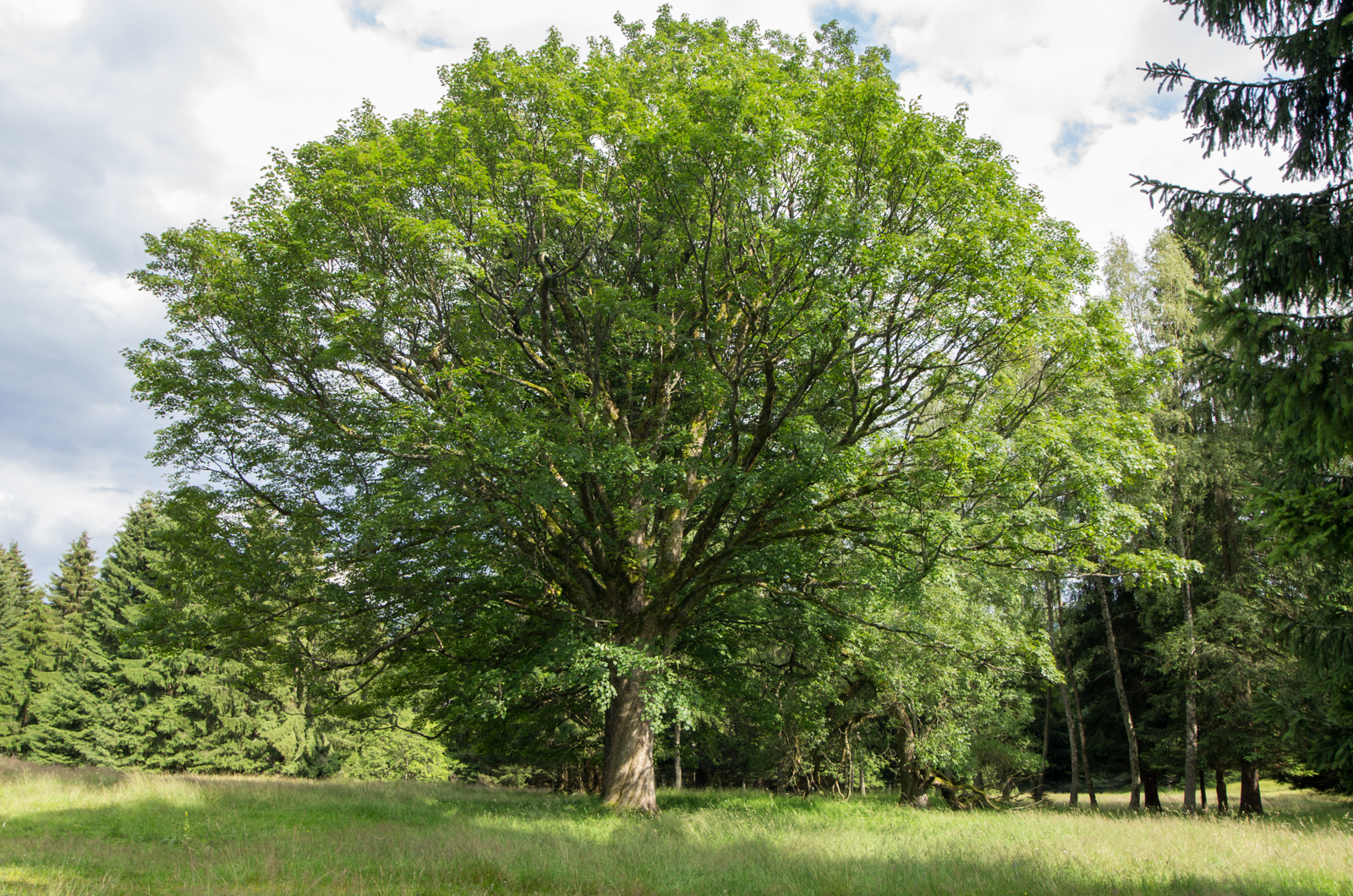
Starý javor u trasy naučné stezky
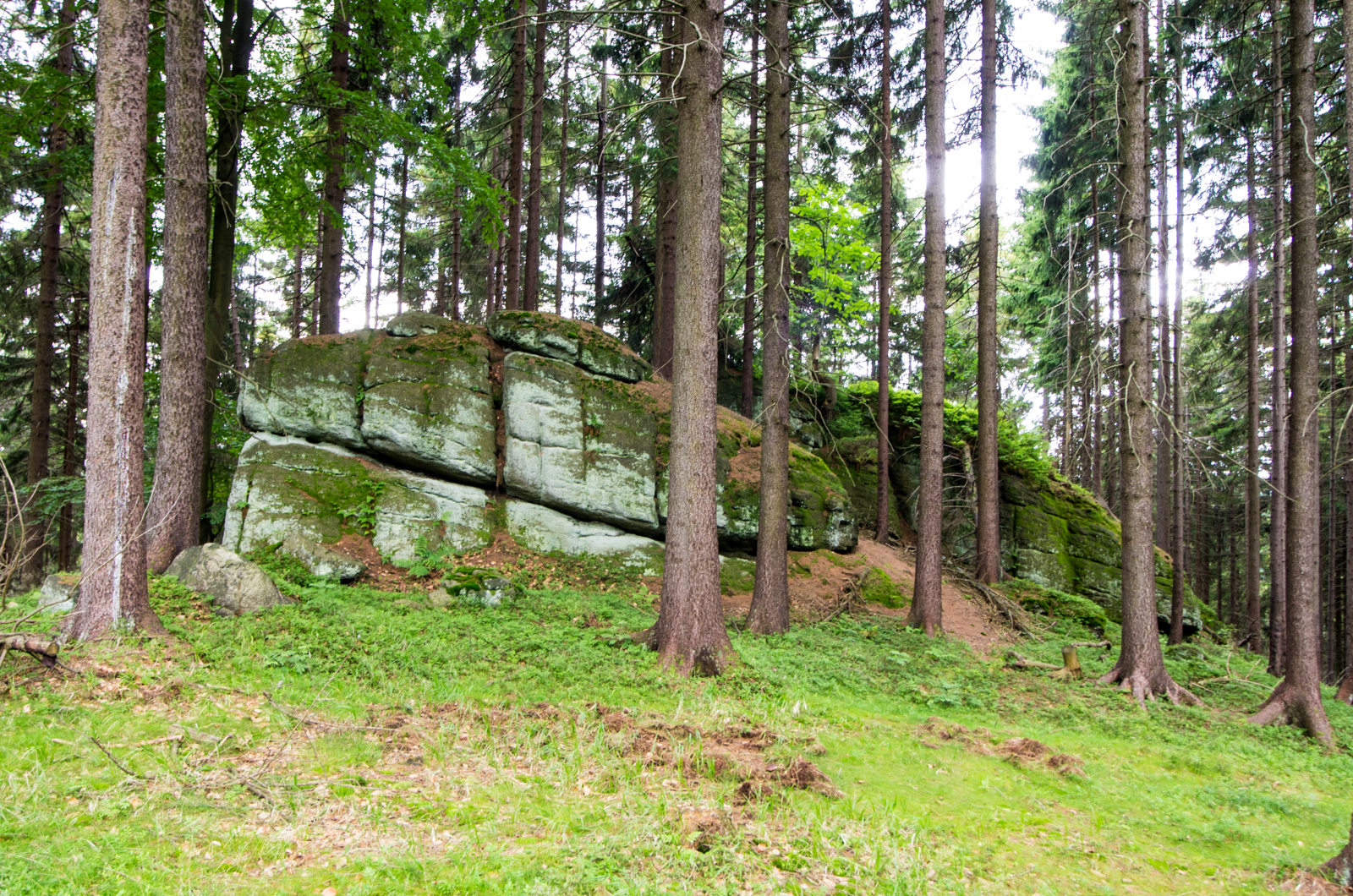
Žulové skály na Hofbergu
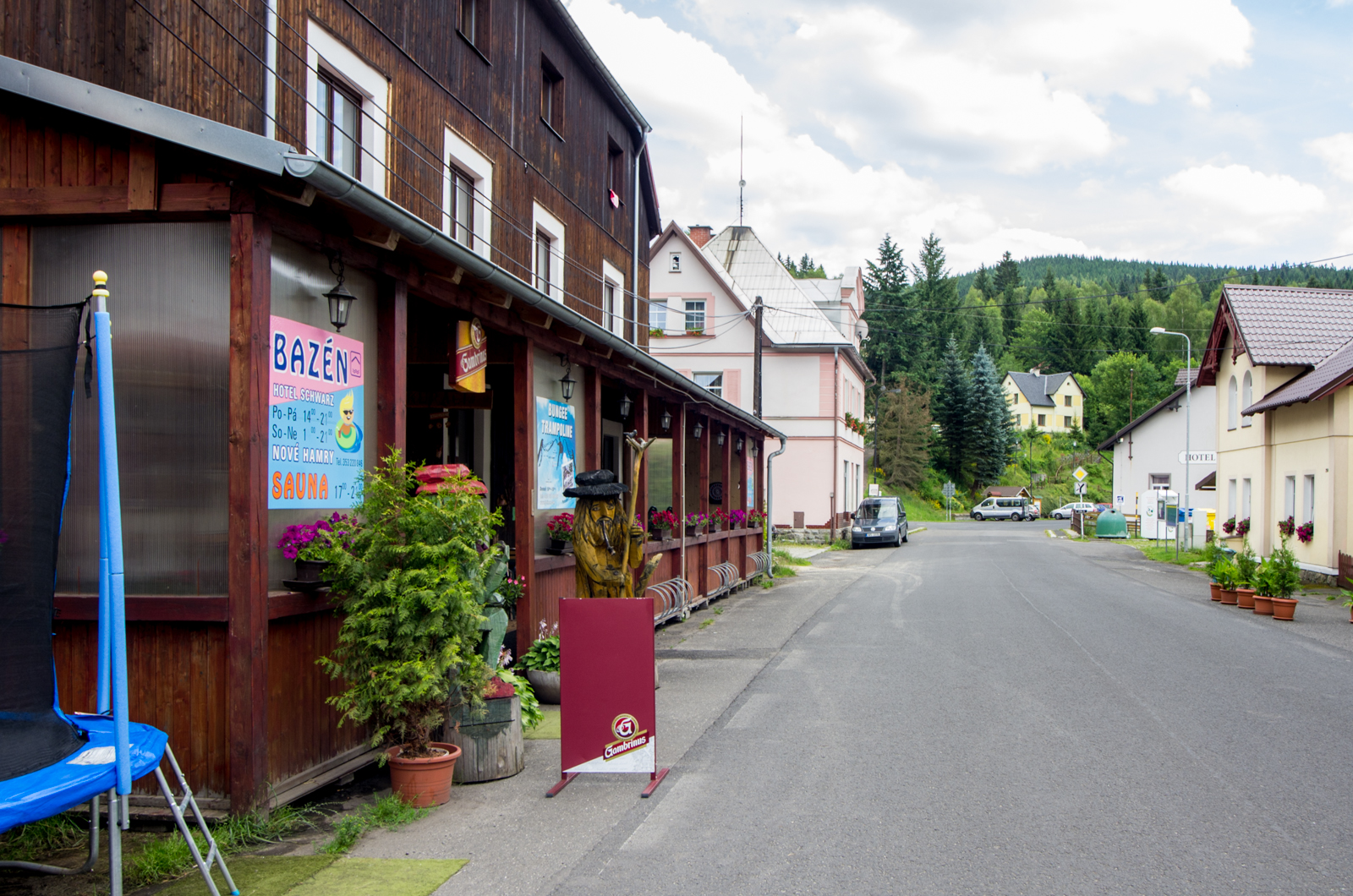
Pohled od hotelu Schwarz k hotelu Seifert
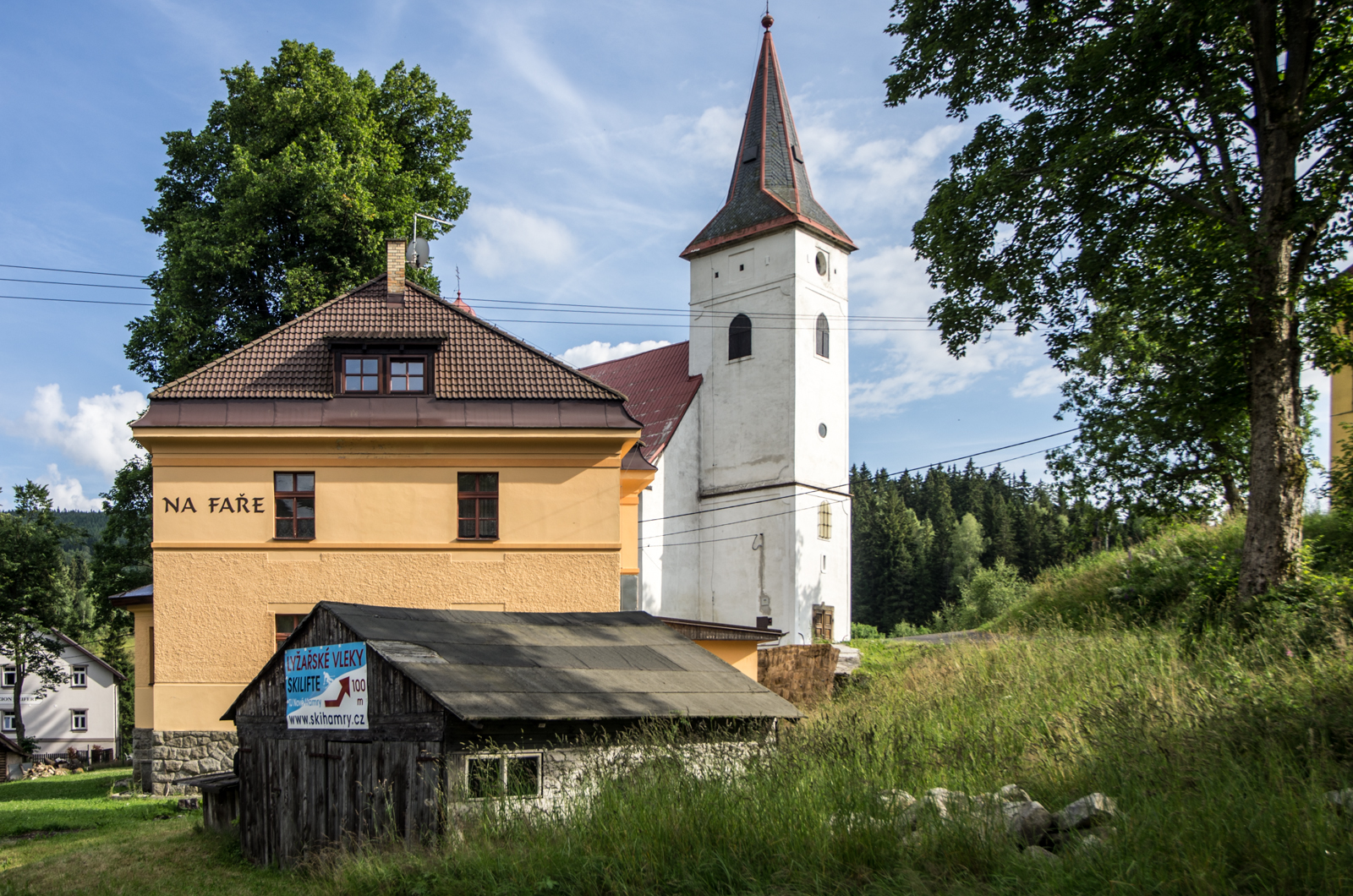
Kostel sv. Jana Nepomuckého